# Luigi Rovati
Luigi Rovati (né le 24 novembre 1904 à Cinisello Balsamo et mort le 8 mars 1989) est un boxeur italien.

## Biographie
Luigi Rovati remporte la médaille d'argent dans la catégorie poids lourds aux Jeux olympiques de Los Angeles en 1932. Après une victoire face à Fred Feary, Rovati perd en finale contre l'argentin Santiago Lovell.

## Palmarès

### Jeux olympiques
- Jeux olympiques d'été de 1932 à Los Angeles[1] (poids lourds)